# Johann Gottfried Dietze
Johann Gottfried Dietze (né le 28 juillet 1823 à Barby et mort le 25 mai 1888 à Neuhausen près de Munich) est un propriétaire de manoir et homme politique prussien.

## Biographie
Fils du conseiller de la chambre de commerce saxonne Johann Gottfried Dietze (mort en 1830) étudie au lycée Carolinum de Bernbourg (de). Il étudie à l'académie royale saxonne de foresterie (de) de Tharandt et à l'Université Frédéric-Guillaume de Berlin. En 1847, il reprend la gestion et l'administration du manoir de Pomßen, hérité de son père, auquel il apporte par la suite d'importantes améliorations structurelles. En tant que député des propriétaires de manoirs de l'arrondissement de Leipzig (de), il est membre de la seconde chambre du Parlement de Saxe (de). De 1878 à 1884, il représente la 13e circonscription saxonne (Leipzig-Campagne) au Reichstag. Il est l'invité du Parti impérial allemand .